# Liste der Nummer-eins-Hits in den USA (2010)
Dies ist eine Liste der Nummer-eins-Hits in den von Billboard ermittelten Charts in den USA (Hot 100) im Jahr 2010. In diesem Jahr gab es achtzehn Nummer-eins-Singles und einunddreißig Nummer-eins-Alben.

## Singles
| ← 2009 ← | Liste der Nummer-eins-Hits in den USA | Liste der Nummer-eins-Hits in den USA      | Liste der Nummer-eins-Hits in den USA | 2011 →                    |
| \| Zeitraum \| Wo. ges. \| Interpret \| Titel Autor(en) \| Zusätzliche Informationen \| \| (Zeitraum, Wochen auf Platz eins, Interpret, Titel, Autor[en], zusätzliche Informationen) \| \| \| \| \| \| ----------------------------------------------------------------------------------------- \| -------- \| ------------------------------------------ \| ----------------------------------------------------------------------------------------------------------------------------------------------- \| ------------------------- \| \| 28. November 2009 – 1. Januar 2010 5 Wochen (insgesamt 5) \| 5 \| Jay-Z feat. Alicia Keys \| Empire State of Mind[1] Angela Hunte, Alicia Keys, Alexander Shuckburgh, Burt Keyes, Jane't "Jnay" Sewell-Ulepic, Shawn Carter, Sylvia Robinson \| – \| \| 2. Januar 2010 – 5. März 2010 9 Wochen (insgesamt 9) \| 9 \| Kesha \| TiK ToK[2] Kesha, Dr. Luke, Benny Blanco \| – \| \| 6. März 2010 – 19. März 2010 2 Wochen (insgesamt 2) \| 2 \| The Black Eyed Peas \| Imma Be[3] The Black Eyed Peas, Keith Harris, Thomas Brenneck, Michael Deller, Daniel Foder, Jared Tankel \| – \| \| 20. März 2010 – 26. März 2010 1 Woche (insgesamt 1) \| 1 \| Taio Cruz feat. Ludacris \| Break Your Heart[4] Taio Cruz, Fraser T Smith \| – \| \| 27. März 2010 – 30. April 2010 5 Wochen (insgesamt 5) \| 5 \| Rihanna \| Rude Boy[5] Mikkel S. Eriksen, Tor Erik Hermansen, Ester Dean, Makeba Riddick, Rob Swire, Robyn Fenty \| – \| \| 1. Mai 2010 – 14. Mai 2010 2 Wochen (insgesamt 2) \| 2 \| B.o.B feat. Bruno Mars \| Nothin’ on You[6] Bobby Ray Simmons, Jr., Peter Hernandez, Philip Lawrence, Ari Levine \| – \| \| 15. Mai 2010 – 21. Mai 2010 1 Woche (insgesamt 4) \| 4 \| Usher feat. Will.i.am \| OMG[7] William Adams \| – \| \| 22. Mai 2010 – 28. Mai 2010 1 Woche (insgesamt 1) \| 1 \| Eminem \| Not Afraid[8] Marshall Mathers, Luis Resto, Matthew Samuels, Jordan Evans, Matthew Burnett \| – \| \| 29. Mai 2010 – 18. Juni 2010 3 Wochen (insgesamt 4) \| 4 \| Usher feat. Will.i.am \| OMG William Adams \| – \| \| 19. Juni 2010 – 30. Juli 2010 6 Wochen (insgesamt 6) \| 6 \| Katy Perry feat. Snoop Dogg \| California Gurls[9] Katy Perry, Lukasz Gottwald, Max Martin, Benjamin Levin, Bonnie McKee, Calvin Broadus \| – \| \| 31. Juli 2010 – 17. September 2010 7 Wochen (insgesamt 7) \| 7 \| Eminem feat. Rihanna \| Love the Way You Lie[10] Marshall Mathers, Alexander Grant, Holly Hafermann \| – \| \| 18. September 2010 – 1. Oktober 2010 2 Wochen (insgesamt 2) \| 2 \| Katy Perry \| Teenage Dream[11] Katy Perry, Lukasz Gottwald, Max Martin, Benjamin Levin, Bonnie McKee \| – \| \| 2. Oktober 2010 – 29. Oktober 2010 4 Wochen (insgesamt 4) \| 4 \| Bruno Mars \| Just the Way You Are[12] Bruno Mars, Philip Lawrence, Ari Levine Khalil Walton Khari Cain \| – \| \| 30. Oktober 2010 – 12. November 2010 2 Wochen (insgesamt 3) \| 3 \| Far East Movement feat. The Cataracs & Dev \| Like a G6[13] Jae Choung, Virman Coquia, Kevin Nishimura, James Roh, Niles Holowell-Dhar, David Singer-Vine, Devin Star Tailes \| – \| \| 13. November 2010 – 19. November 2010 1 Woche (insgesamt 1) \| 1 \| Kesha \| We R Who We R[14] Kesha Sebert, Joshua Coleman, Lukasz Gottwald, Jacob Kasher Hindlin, Benjamin Levin \| – \| \| 20. November 2010 – 26. November 2010 1 Woche (insgesamt 1) \| 1 \| Rihanna feat. Drake \| What’s My Name?[15] Mikkel S. Eriksen, Tor Erik Hermansen, Ester Dean, Traci Hale Aubrey Graham \| – \| \| 27. November 2010 – 3. Dezember 2010 1 Woche (insgesamt 3) \| 3 \| Far East Movement feat. The Cataracs & Dev \| Like a G6 Jae Choung, Virman Coquia, Kevin Nishimura, James Roh, Niles Holowell-Dhar, David Singer-Vine, Devin Star Tailes \| – \| \| 4. Dezember 2010 – 10. Dezember 2010 1 Woche (insgesamt 1) \| 1 \| Rihanna \| Only Girl (In the World)[16] Crystal Johnson, Mikkel S. Eriksen, Tor Erik Hermansen, Sandy Wilhelm \| – \| \| 11. Dezember 2010 – 17. Dezember 2010 1 Woche (insgesamt 1) \| 1 \| Pink \| Raise Your Glass[17] Pink, Max Martin, Shellback \| – \| \| 18. Dezember 2010 – 7. Januar 2011 3 Wochen (insgesamt 4) \| 4 \| Katy Perry \| Firework[18] Katy Perry, Mikkel S. Eriksen, Tor Erik Hermansen, Sandy Wilhelm, Ester Dean \| – \| |                                       |                                            | |                           |
| ← 2009 |                                       |                                            | | → 2011 →                  |
| Zeitraum | Wo. ges.                              | Interpret                                  | Titel Autor(en) | Zusätzliche Informationen |
| (Zeitraum, Wochen auf Platz eins, Interpret, Titel, Autor[en], zusätzliche Informationen) |                                       |                                            | |                           |
| 28. November 2009 – 1. Januar 2010 5 Wochen (insgesamt 5) | 5                                     | Jay-Z feat. Alicia Keys                    | Empire State of Mind Angela Hunte, Alicia Keys, Alexander Shuckburgh, Burt Keyes, Jane't "Jnay" Sewell-Ulepic, Shawn Carter, Sylvia Robinson | –                         |
| 2. Januar 2010 – 5. März 2010 9 Wochen (insgesamt 9) | 9                                     | Kesha                                      | TiK ToK Kesha, Dr. Luke, Benny Blanco | –                         |
| 6. März 2010 – 19. März 2010 2 Wochen (insgesamt 2) | 2                                     | The Black Eyed Peas                        | Imma Be The Black Eyed Peas, Keith Harris, Thomas Brenneck, Michael Deller, Daniel Foder, Jared Tankel                                       | –                         |
| 20. März 2010 – 26. März 2010 1 Woche (insgesamt 1) | 1                                     | Taio Cruz feat. Ludacris                   | Break Your Heart Taio Cruz, Fraser T Smith                                                                                                   | –                         |
| 27. März 2010 – 30. April 2010 5 Wochen (insgesamt 5) | 5                                     | Rihanna                                    | Rude Boy Mikkel S. Eriksen, Tor Erik Hermansen, Ester Dean, Makeba Riddick, Rob Swire, Robyn Fenty                                           | –                         |
| 1. Mai 2010 – 14. Mai 2010 2 Wochen (insgesamt 2) | 2                                     | B.o.B feat. Bruno Mars                     | Nothin’ on You Bobby Ray Simmons, Jr., Peter Hernandez, Philip Lawrence, Ari Levine                                                          | –                         |
| 15. Mai 2010 – 21. Mai 2010 1 Woche (insgesamt 4) | 4                                     | Usher feat. Will.i.am                      | OMG William Adams | –                         |
| 22. Mai 2010 – 28. Mai 2010 1 Woche (insgesamt 1) | 1                                     | Eminem                                     | Not Afraid Marshall Mathers, Luis Resto, Matthew Samuels, Jordan Evans, Matthew Burnett                                                      | –                         |
| 29. Mai 2010 – 18. Juni 2010 3 Wochen (insgesamt 4) | 4                                     | Usher feat. Will.i.am                      | OMG William Adams | –                         |
| 19. Juni 2010 – 30. Juli 2010 6 Wochen (insgesamt 6) | 6                                     | Katy Perry feat. Snoop Dogg                | California Gurls Katy Perry, Lukasz Gottwald, Max Martin, Benjamin Levin, Bonnie McKee, Calvin Broadus                                       | –                         |
| 31. Juli 2010 – 17. September 2010 7 Wochen (insgesamt 7) | 7                                     | Eminem feat. Rihanna                       | Love the Way You Lie Marshall Mathers, Alexander Grant, Holly Hafermann                                                                      | –                         |
| 18. September 2010 – 1. Oktober 2010 2 Wochen (insgesamt 2) | 2                                     | Katy Perry                                 | Teenage Dream Katy Perry, Lukasz Gottwald, Max Martin, Benjamin Levin, Bonnie McKee                                                          | –                         |
| 2. Oktober 2010 – 29. Oktober 2010 4 Wochen (insgesamt 4) | 4                                     | Bruno Mars                                 | Just the Way You Are Bruno Mars, Philip Lawrence, Ari Levine Khalil Walton Khari Cain                                                        | –                         |
| 30. Oktober 2010 – 12. November 2010 2 Wochen (insgesamt 3) | 3                                     | Far East Movement feat. The Cataracs & Dev | Like a G6 Jae Choung, Virman Coquia, Kevin Nishimura, James Roh, Niles Holowell-Dhar, David Singer-Vine, Devin Star Tailes                   | –                         |
| 13. November 2010 – 19. November 2010 1 Woche (insgesamt 1) | 1                                     | Kesha                                      | We R Who We R Kesha Sebert, Joshua Coleman, Lukasz Gottwald, Jacob Kasher Hindlin, Benjamin Levin                                            | –                         |
| 20. November 2010 – 26. November 2010 1 Woche (insgesamt 1) | 1                                     | Rihanna feat. Drake                        | What’s My Name? Mikkel S. Eriksen, Tor Erik Hermansen, Ester Dean, Traci Hale Aubrey Graham                                                  | –                         |
| 27. November 2010 – 3. Dezember 2010 1 Woche (insgesamt 3) | 3                                     | Far East Movement feat. The Cataracs & Dev | Like a G6 Jae Choung, Virman Coquia, Kevin Nishimura, James Roh, Niles Holowell-Dhar, David Singer-Vine, Devin Star Tailes                   | –                         |
| 4. Dezember 2010 – 10. Dezember 2010 1 Woche (insgesamt 1) | 1                                     | Rihanna                                    | Only Girl (In the World) Crystal Johnson, Mikkel S. Eriksen, Tor Erik Hermansen, Sandy Wilhelm                                               | –                         |
| 11. Dezember 2010 – 17. Dezember 2010 1 Woche (insgesamt 1) | 1                                     | Pink                                       | Raise Your Glass Pink, Max Martin, Shellback                                                                                                 | –                         |
| 18. Dezember 2010 – 7. Januar 2011 3 Wochen (insgesamt 4) | 4                                     | Katy Perry                                 | Firework Katy Perry, Mikkel S. Eriksen, Tor Erik Hermansen, Sandy Wilhelm, Ester Dean                                                        | –                         |

## Alben
| ← 2009 ← | Liste der Nummer-eins-Alben in den USA | Liste der Nummer-eins-Alben in den USA | Liste der Nummer-eins-Alben in den USA      | 2011 →                    |
| \| Zeitraum \| Wo. ges. \| Interpret \| Titel \| Zusätzliche Informationen \| \| (Zeitraum, Wochen auf Platz eins, Interpret, Titel, zusätzliche Informationen) \| \| \| \| \| \| ------------------------------------------------------------------------------ \| -------- \| ----------------- \| ----------------------------------------------- \| ------------------------- \| \| 26. Dezember 2009 – 22. Januar 2010 4 Wochen (insgesamt 6) \| 6 \| Susan Boyle \| I Dreamed a Dream[19] \| – \| \| 23. Januar 2010 – 29. Januar 2010 1 Woche (insgesamt 1) \| 1 \| Kesha \| Animal[20] \| – \| \| 30. Januar 2010 – 5. Februar 2010 1 Woche (insgesamt 1) \| 1 \| Vampire Weekend \| Contra[21] \| – \| \| 6. Februar 2010 – 12. Februar 2010 1 Woche (insgesamt 1) \| 1 \| Various Artists \| Hope for Haiti Now[22] \| – \| \| 13. Februar 2010 – 26. Februar 2010 2 Wochen (insgesamt 2) \| 2 \| Lady Antebellum \| Need You Now[23] \| – \| \| 27. Februar 2010 – 19. März 2010 3 Wochen (insgesamt 3) \| 3 \| Sade \| Soldier of Love[24] \| – \| \| 20. März 2010 – 26. März 2010 1 Woche (insgesamt 3) \| 3 \| Lady Antebellum \| Need You Now \| – \| \| 27. März 2010 – 2. April 2010 1 Woche (insgesamt 1) \| 1 \| Ludacris \| Battle of the Sexes[25] \| – \| \| 3. April 2010 – 9. April 2010 1 Woche (insgesamt 4) \| 4 \| Lady Antebellum \| Need You Now \| – \| \| 10. April 2010 – 16. April 2010 1 Woche (insgesamt 1) \| 1 \| Justin Bieber \| My World 2.0[26] \| – \| \| 17. April 2010 – 23. April 2010 1 Woche (insgesamt 1) \| 1 \| Usher \| Raymond V. Raymond[27] \| – \| \| 24. April 2010 – 7. Mai 2010 2 Wochen (insgesamt 3) \| 3 \| Justin Bieber \| My World 2.0 \| – \| \| 8. Mai 2010 – 14. Mai 2010 1 Woche (insgesamt 1) \| 1 \| Glee Cast \| Glee: The Music, Volume 3 Showstoppers[28] \| – \| \| 15. Mai 2010 – 21. Mai 2010 1 Woche (insgesamt 1) \| 1 \| B.o.B \| B.o.B Presents: The Adventures of Bobby Ray[29] \| – \| \| 22. Mai 2010 – 28. Mai 2010 1 Woche (insgesamt 1) \| 1 \| Godsmack \| The Oracle[30] \| – \| \| 29. Mai 2010 – 4. Juni 2010 1 Woche (insgesamt 4) \| 4 \| Justin Bieber \| My World 2.0 \| – \| \| 5. Juni 2010 – 18. Juni 2010 2 Wochen (insgesamt 2) \| 2 \| Glee Cast \| Glee: The Music, Volume 3 Showstoppers[31] \| – \| \| 19. Juni 2010 – 25. Juni 2010 1 Woche (insgesamt 1) \| 1 \| Jack Johnson \| To the Sea[32] \| – \| \| 26. Juni 2010 – 2. Juli 2010 1 Woche (insgesamt 1) \| 1 \| Glee Cast \| Glee: The Music, Journey to Regionals[33] \| – \| \| 3. Juli 2010 – 9. Juli 2010 1 Woche (insgesamt 1) \| 1 \| Drake \| Thank Me Later[34] \| – \| \| 10. Juli 2010 – 13. August 2010 5 Wochen (insgesamt 5) \| 5 \| Eminem \| Recovery[35] \| – \| \| 14. August 2010 – 20. August 2010 1 Woche (insgesamt 1) \| 1 \| Avenged Sevenfold \| Nightmare[36] \| – \| \| 21. August 2010 – 27. August 2010 1 Woche (insgesamt 1) \| 1 \| Arcade Fire \| The Suburbs[37] \| – \| \| 28. August 2010 – 10. September 2010 2 Wochen (insgesamt 7) \| 7 \| Eminem \| Recovery \| – \| \| 11. September 2010 – 17. September 2010 1 Woche (insgesamt 1) \| 1 \| Katy Perry \| Teenage Dream[38] \| – \| \| 18. September 2010 – 24. September 2010 1 Woche (insgesamt 1) \| 1 \| Disturbed \| Asylum[39] \| – \| \| 25. September 2010 – 1. Oktober 2010 1 Woche (insgesamt 1) \| 1 \| Sara Bareilles \| Kaleidoscope Heart[40] \| – \| \| 2. Oktober 2010 – 8. Oktober 2010 1 Woche (insgesamt 1) \| 1 \| Linkin Park \| A Thousand Suns[41] \| – \| \| 9. Oktober 2010 – 15. Oktober 2010 1 Woche (insgesamt 1) \| 1 \| Zac Brown Band \| You Get What You Give[42] \| – \| \| 16. Oktober 2010 – 22. Oktober 2010 1 Woche (insgesamt 1) \| 1 \| Kenny Chesney \| Hemingway’s Whiskey[43] \| – \| \| 23. Oktober 2010 – 29. Oktober 2010 1 Woche (insgesamt 1) \| 1 \| Toby Keith \| Bullets in The Gun[44] \| – \| \| 30. Oktober 2010 – 5. November 2010 1 Woche (insgesamt 1) \| 1 \| Lil Wayne \| I Am Not a Human Being[45] \| – \| \| 6. November 2010 – 12. November 2010 1 Woche (insgesamt 1) \| 1 \| Sugarland \| The Incredible Machine[46] \| – \| \| 13. November 2010 – 26. November 2010 2 Wochen (insgesamt 2) \| 2 \| Taylor Swift \| Speak Now[47] \| – \| \| 27. November 2010 – 10. Dezember 2010 2 Wochen (insgesamt 2) \| 2 \| Susan Boyle \| The Gift[48] \| – \| \| 11. Dezember 2010 – 17. Dezember 2010 1 Woche (insgesamt 1) \| 1 \| Kanye West \| My Beautiful Dark Twisted Fantasy[49] \| – \| \| 18. Dezember 2010 – 31. Dezember 2010 2 Wochen (insgesamt 4) \| 4 \| Susan Boyle \| The Gift \| – \| |                                        |                                        |                                             |                           |
| ← 2009 |                                        |                                        |                                             | → 2011 →                  |
| Zeitraum | Wo. ges.                               | Interpret                              | Titel                                       | Zusätzliche Informationen |
| (Zeitraum, Wochen auf Platz eins, Interpret, Titel, zusätzliche Informationen) |                                        |                                        |                                             |                           |
| 26. Dezember 2009 – 22. Januar 2010 4 Wochen (insgesamt 6) | 6                                      | Susan Boyle                            | I Dreamed a Dream                           | –                         |
| 23. Januar 2010 – 29. Januar 2010 1 Woche (insgesamt 1) | 1                                      | Kesha                                  | Animal                                      | –                         |
| 30. Januar 2010 – 5. Februar 2010 1 Woche (insgesamt 1) | 1                                      | Vampire Weekend                        | Contra                                      | –                         |
| 6. Februar 2010 – 12. Februar 2010 1 Woche (insgesamt 1) | 1                                      | Various Artists                        | Hope for Haiti Now                          | –                         |
| 13. Februar 2010 – 26. Februar 2010 2 Wochen (insgesamt 2) | 2                                      | Lady Antebellum                        | Need You Now                                | –                         |
| 27. Februar 2010 – 19. März 2010 3 Wochen (insgesamt 3) | 3                                      | Sade                                   | Soldier of Love                             | –                         |
| 20. März 2010 – 26. März 2010 1 Woche (insgesamt 3) | 3                                      | Lady Antebellum                        | Need You Now                                | –                         |
| 27. März 2010 – 2. April 2010 1 Woche (insgesamt 1) | 1                                      | Ludacris                               | Battle of the Sexes                         | –                         |
| 3. April 2010 – 9. April 2010 1 Woche (insgesamt 4) | 4                                      | Lady Antebellum                        | Need You Now                                | –                         |
| 10. April 2010 – 16. April 2010 1 Woche (insgesamt 1) | 1                                      | Justin Bieber                          | My World 2.0                                | –                         |
| 17. April 2010 – 23. April 2010 1 Woche (insgesamt 1) | 1                                      | Usher                                  | Raymond V. Raymond                          | –                         |
| 24. April 2010 – 7. Mai 2010 2 Wochen (insgesamt 3) | 3                                      | Justin Bieber                          | My World 2.0                                | –                         |
| 8. Mai 2010 – 14. Mai 2010 1 Woche (insgesamt 1) | 1                                      | Glee Cast                              | Glee: The Music, Volume 3 Showstoppers      | –                         |
| 15. Mai 2010 – 21. Mai 2010 1 Woche (insgesamt 1) | 1                                      | B.o.B                                  | B.o.B Presents: The Adventures of Bobby Ray | –                         |
| 22. Mai 2010 – 28. Mai 2010 1 Woche (insgesamt 1) | 1                                      | Godsmack                               | The Oracle                                  | –                         |
| 29. Mai 2010 – 4. Juni 2010 1 Woche (insgesamt 4) | 4                                      | Justin Bieber                          | My World 2.0                                | –                         |
| 5. Juni 2010 – 18. Juni 2010 2 Wochen (insgesamt 2) | 2                                      | Glee Cast                              | Glee: The Music, Volume 3 Showstoppers      | –                         |
| 19. Juni 2010 – 25. Juni 2010 1 Woche (insgesamt 1) | 1                                      | Jack Johnson                           | To the Sea                                  | –                         |
| 26. Juni 2010 – 2. Juli 2010 1 Woche (insgesamt 1) | 1                                      | Glee Cast                              | Glee: The Music, Journey to Regionals       | –                         |
| 3. Juli 2010 – 9. Juli 2010 1 Woche (insgesamt 1) | 1                                      | Drake                                  | Thank Me Later                              | –                         |
| 10. Juli 2010 – 13. August 2010 5 Wochen (insgesamt 5) | 5                                      | Eminem                                 | Recovery                                    | –                         |
| 14. August 2010 – 20. August 2010 1 Woche (insgesamt 1) | 1                                      | Avenged Sevenfold                      | Nightmare                                   | –                         |
| 21. August 2010 – 27. August 2010 1 Woche (insgesamt 1) | 1                                      | Arcade Fire                            | The Suburbs                                 | –                         |
| 28. August 2010 – 10. September 2010 2 Wochen (insgesamt 7) | 7                                      | Eminem                                 | Recovery                                    | –                         |
| 11. September 2010 – 17. September 2010 1 Woche (insgesamt 1) | 1                                      | Katy Perry                             | Teenage Dream                               | –                         |
| 18. September 2010 – 24. September 2010 1 Woche (insgesamt 1) | 1                                      | Disturbed                              | Asylum                                      | –                         |
| 25. September 2010 – 1. Oktober 2010 1 Woche (insgesamt 1) | 1                                      | Sara Bareilles                         | Kaleidoscope Heart                          | –                         |
| 2. Oktober 2010 – 8. Oktober 2010 1 Woche (insgesamt 1) | 1                                      | Linkin Park                            | A Thousand Suns                             | –                         |
| 9. Oktober 2010 – 15. Oktober 2010 1 Woche (insgesamt 1) | 1                                      | Zac Brown Band                         | You Get What You Give                       | –                         |
| 16. Oktober 2010 – 22. Oktober 2010 1 Woche (insgesamt 1) | 1                                      | Kenny Chesney                          | Hemingway’s Whiskey                         | –                         |
| 23. Oktober 2010 – 29. Oktober 2010 1 Woche (insgesamt 1) | 1                                      | Toby Keith                             | Bullets in The Gun                          | –                         |
| 30. Oktober 2010 – 5. November 2010 1 Woche (insgesamt 1) | 1                                      | Lil Wayne                              | I Am Not a Human Being                      | –                         |
| 6. November 2010 – 12. November 2010 1 Woche (insgesamt 1) | 1                                      | Sugarland                              | The Incredible Machine                      | –                         |
| 13. November 2010 – 26. November 2010 2 Wochen (insgesamt 2) | 2                                      | Taylor Swift                           | Speak Now                                   | –                         |
| 27. November 2010 – 10. Dezember 2010 2 Wochen (insgesamt 2) | 2                                      | Susan Boyle                            | The Gift                                    | –                         |
| 11. Dezember 2010 – 17. Dezember 2010 1 Woche (insgesamt 1) | 1                                      | Kanye West                             | My Beautiful Dark Twisted Fantasy           | –                         |
| 18. Dezember 2010 – 31. Dezember 2010 2 Wochen (insgesamt 4) | 4                                      | Susan Boyle                            | The Gift                                    | –                         |

## Jahreshitparaden
| ← 2009 ← | Liste der Nummer-eins-Hits in den USA | Liste der Nummer-eins-Hits in den USA | Liste der Nummer-eins-Hits in den USA | 2011 →   |
| \| Singles \| Position# \| Alben \| \| ---------------------------------------------------------------------------------------------------------------------------------- \| --------- \| ------------------------------ \| \| TiK ToK Kesha Kesha, Dr. Luke, Benny Blanco \| 1 \| I Dreamed a Dream Susan Boyle \| \| Need You Now Lady Antebellum Hillary Scott, Charles Kelley, Dave Haywood, Josh Kear \| 2 \| Recovery Eminem \| \| Hey, Soul Sister Train Patrick Monahan, Espen Lind, Amund Bjørklund \| 3 \| Need You Now Lady Antebellum \| \| California Gurls Katy Perry feat. Snoop Dogg Katy Perry, Lukasz Gottwald, Max Martin, Benjamin Levin, Bonnie McKee, Calvin Broadus \| 4 \| The Fame Lady Gaga \| \| OMG Usher feat. Will.i.am William Adams \| 5 \| My World 2.0 Justin Bieber \| \| Airplanes B.o.B feat. Hayley Williams Jeremy Dussolliet, Justin Franks, Alex da Kid, B.o.B, Tim Sommers \| 6 \| My Christmas Andrea Bocelli \| \| Love the Way You Lie Eminem feat. Rihanna Marshall Mathers, Alexander Grant, Holly Hafermann \| 7 \| Fearless Taylor Swift \| \| Bad Romance Lady Gaga Stefani Germanotta \| 8 \| My World (EP) Justin Bieber \| \| Dynamite Taio Cruz Lukasz Gottwald, Max Martin, Benjamin Levin, Bonnie McKee, Taio Cruz \| 9 \| Speak Now Taylor Swift \| \| Break Your Heart Taio Cruz feat. Ludacris Taio Cruz, Fraser T. Smith, Chris Bridges \| 10 \| The E.N.D. The Black Eyed Peas \| |                                       |                                       |                                       |          |
| ← 2009 |                                       |                                       |                                       | → 2011 → |
| Singles | Position#                             | Alben                                 |                                       |          |
| TiK ToK Kesha Kesha, Dr. Luke, Benny Blanco | 1                                     | I Dreamed a Dream Susan Boyle         |                                       |          |
| Need You Now Lady Antebellum Hillary Scott, Charles Kelley, Dave Haywood, Josh Kear | 2                                     | Recovery Eminem                       |                                       |          |
| Hey, Soul Sister Train Patrick Monahan, Espen Lind, Amund Bjørklund | 3                                     | Need You Now Lady Antebellum          |                                       |          |
| California Gurls Katy Perry feat. Snoop Dogg Katy Perry, Lukasz Gottwald, Max Martin, Benjamin Levin, Bonnie McKee, Calvin Broadus | 4                                     | The Fame Lady Gaga                    |                                       |          |
| OMG Usher feat. Will.i.am William Adams | 5                                     | My World 2.0 Justin Bieber            |                                       |          |
| Airplanes B.o.B feat. Hayley Williams Jeremy Dussolliet, Justin Franks, Alex da Kid, B.o.B, Tim Sommers | 6                                     | My Christmas Andrea Bocelli           |                                       |          |
| Love the Way You Lie Eminem feat. Rihanna Marshall Mathers, Alexander Grant, Holly Hafermann | 7                                     | Fearless Taylor Swift                 |                                       |          |
| Bad Romance Lady Gaga Stefani Germanotta | 8                                     | My World (EP) Justin Bieber           |                                       |          |
| Dynamite Taio Cruz Lukasz Gottwald, Max Martin, Benjamin Levin, Bonnie McKee, Taio Cruz | 9                                     | Speak Now Taylor Swift                |                                       |          |
| Break Your Heart Taio Cruz feat. Ludacris Taio Cruz, Fraser T. Smith, Chris Bridges | 10                                    | The E.N.D. The Black Eyed Peas        |                                       |          |